# Rolf Schock
Rolf Günther Gustav Schock (* 5. April 1933 in Cap-d’Ail; † 5. Dezember 1986 in Berlin) war ein schwedisch-amerikanischer Philosoph und Logiker. Aus seinem Nachlass vergibt eine Stiftung seit 1993 den renommierten Rolf-Schock-Preis in vier Fachrichtungen.

## Werdegang
Rolf Günther Gustav Schock wurde als Sohn der deutschen Familie Adolf Gustav Schock und seine Frau Caroline Pauline, (geb. Luce) geboren, die 1931 nach Frankreich verzog und später über Lissabon in die Vereinigten Staaten emigrierten. Rolf wurde amerikanischer Staatsbürger und nannte sich Roy Gunther Schock. Er besuchte Schulen in New York und New Jersey und studierte Geologie, Mathematik und Philosophie an der Universität von New Mexico in Albuquerque, 1955 schloss er mit einem Bachelor of Arts (BA) ab.
Ein Postgraduiertenstudium in Philosophie absolvierte er an der Universität von Kalifornien, zuerst bei Donald Kalish  und Rudolf Carnap in Berkeley, anschließend in Los Angeles. Hier interessierte er sich allem für die Ideen des Philosophen Richard Montague, dessen logische Fragestellung und ihre Nutzbarkeit für die Philosophie ihn sein weiteres Leben beschäftigte.

## Werk
1960 zog Schock nach Schweden, wo er seine Studien an der Universität  Stockholm fortsetzte und wo er 1964 das Master’s Degree (schwedisch: Fil. lic.) erwarb. 1968 wurde er an der Universität Uppsala über ein Thema zur Nichtklassischen Logik (Freien Logik) promoviert. Anschließend wurde er für kurze Zeit Juniorprofessor und hielt in Uppsala wie in Stockholm Vorlesungen, bevor ihm die Königlich Technische Hochschule Stockholm (Kungliga Tekniska högskolan KTH) als Stützpunkt für seine Forschungen als Privatgelehrter diente. Daneben studierte am Konstfack in Stockholm, einer Kunsthochschule für Kunst, Handwerk und Design und entwickelte sich zu einem leidenschaftlichen Maler und Fotograf. 1979 hatte er mit seinen Bildern eine Ausstellung in einer Galerie in Stockholm.
Schock publizierte Schriften zur Logik und Philosophie der Wissenschaft, darunter mehrere Bücher und eine große Anzahl von Artikeln in internationalen Fachzeitschriften. Wenig Zustimmung fand er bei seinem Versuch, die Relativitätstheorie von Albert Einstein aus logischen Gründen zu widerlegen.
Im Herbst 1986 hielt Schock in der Sowjetunion einen Vortrag über Freie Logik, der auf seiner Dissertation basierte. Er starb Ende 1986 bei der Reparatur seines Land Rovers in Berlin. Er hinterließ ein stattliches Vermögen, das er Mitte der 1960er Jahre von seinem Vater geerbt und zur Hälfte zur Förderung von Kunst und Wissenschaft bestimmt hatte. Die Rolf-Schock-Stiftung vergibt – angelehnt an den Nobelpreis – seit 1993 Preise in vier Kategorien: Logik und Philosophie, Mathematik, Visuelle Künste und Musik. Die Preisträger werden jeweils von der Königlich Schwedischen Akademie der Wissenschaften (2), der Königlich Schwedischen Akademie der Künste, und der Königlich Schwedischen Musikakademie ausgewählt.

## Schriften
- Logik, Almqvist & Wiksell, 1967
- Logics without existence assumptions, Almqvist & Wiksell, 1968
- New foundations for concept theory, Ausgabe 12 von Library of theoria, Gleerup, 1969
- Quasi-connectives definable in concept theory, Ausgabe 13 von Library of theoria, Gleerup, 1971